# Microsoft
Microsoft Corporation [ˈmaɪkɹoʊˌsɑːft] – amerykańskie przedsiębiorstwo informatyczne.
Najbardziej znane jako producent systemów operacyjnych MS-DOS, Microsoft Windows i oprogramowania biurowego Microsoft Office. Spółka publiczna z siedzibą w Redmond w stanie Waszyngton. Założona w 1975 roku przez Billa Gatesa i Paula Allena. W 2012 roku przedsiębiorstwo posiadało 10 000 patentów. Przeciętne wynagrodzenie pracowników to 106 tys. dolarów rocznie. W 2014 roku prezesem przedsiębiorstwa został Satya Nadella, który zastąpił na tym stanowisku Steve’a Ballmera. Od 2001 roku przedsiębiorstwo produkuje konsole do gier Xbox.
Microsoft uznawany jest za jedną z firm należących do rodziny GAFAM. Jej kapitalizacja rynkowa w styczniu 2024 była oceniona na poziomie 3 bilionów dolarów.

## Historia

### 1975–1985: Początki
Przedsiębiorstwo zostało założone w roku 1975 w Albuquerque w stanie Nowy Meksyk przez Billa Gatesa i Paula Allena w celu wyprodukowania i sprzedaży interpretera języka BASIC. Pierwsze międzynarodowe biuro zostało założone 1 listopada 1978 w Japonii. 1 stycznia 1979 siedziba spółki przeniosła się do Bellevue w Waszyngtonie. Steve Ballmer dołączył 11 czerwca 1980, a później Bill Gates został prezesem.
DOS jest pierwszym produktem, który przyniósł spółce prawdziwy sukces. 12 sierpnia 1981 po nieudanych negocjacjach z Digital Research, IBM złożył zamówienie w Microsofcie na wersję systemu CP/M do wykorzystania w komputerach IBM PC. Po tym Microsoft nabył klon CP/M – 86-DOS od Seattle Computer Products i nazwał go PC-DOS. Widząc dominację na rynku klonów IBM PC Microsoft postanowił rozpocząć agresywny marketing MS-DOS dla klonów IBM PC, dzięki czemu Microsoft z małego przedsiębiorstwa wyrósł na jeden z największych koncernów w branży informatycznej.

### 1985–1995: OS/2 i Windows
W sierpniu 1985 Microsoft i IBM rozpoczęły prace nad systemem operacyjnym OS/2. 20 listopada 1985 odbyła się premiera Windows 1.0 – nakładki graficznej na system MS-DOS.
W 1989 roku Microsoft wprowadził jeden ze swoich sztandarowych produktów – pakiet biurowy Microsoft Office. Był to oddzielny pakiet aplikacji biurowych takich jak Microsoft Word czy Microsoft Excel. 22 maja 1990 Microsoft przedstawił system Windows 3.0. Nowa wersja Windows zawierała uproszczony graficzny interfejs użytkownika i tryb chroniony kompatybilny z procesorem Intel 80386. W ciągu dwóch tygodni sprzedano 100 000 egzemplarzy. Windows przynosił więcej zysków niż OS/2, więc przedsiębiorstwo zdecydowało przenieść swoje aplikacje na Windows.
W czasie przejścia z MS-DOS na Microsoft Windows sukces Microsoft Office nie pozwolił znaleźć twardego gruntu takim aplikacjom jak WordPerfect i Lotus 1-2-3. Ostatecznie Microsoft Office stał się dominującym pakietem biurowym na rynku z udziałem znacznie przewyższającym konkurencję.
W 1993 Microsoft przedstawił Windows NT 3.1 z interfejsem takim samym jak Windows 3.1, ale opartym na zupełnie innym jądrze. W 1995 odbyła się premiera Windows 95. W ciągu czterech dni sprzedano milion egzemplarzy. Przedsiębiorstwo udostępniło przeglądarkę Internet Explorer 1 w dodatku Microsoft Plus!.

### 1995–2006: Internet i kwestie prawne
26 maja 1995 po „Internet Tidal Wave memo” Billa Gatesa, Microsoft postawił sobie cel poszerzenia swojej linii produktów do sieci komputerowych i sieci WWW. 24 sierpnia 1995 przedsiębiorstwo uruchomiło MSN, jako bezpośredniego konkurenta AOL. W 1997 Microsoft wydał Internet Explorer 4 zarówno dla Windows i Mac OS. W październiku Departament Sprawiedliwości złożył wniosek w Federalnym Sądzie Rejonowym, w którym stwierdził, że Microsoft złamał przepisy porozumienia podpisanego w 1994 i zwrócił się do sądu o powstrzymanie integracji Internet Explorera w systemie Windows.
W 1998 Bill Gates mianował Steve’a Ballmera na prezesa, a sam zachował funkcję przewodniczącego i dyrektora generalnego. 25 czerwca 1998 miała miejsce premiera systemu Windows 98. 3 kwietnia 2000 został wydany wyrok przeciwko Microsoft za praktyki monopolistyczne.
W 2001 roku został wydany Windows XP. Był to pierwszy system Windows oparty na jądrze NT zarówno dla użytkowników domowych, jak i biznesowych. XP posiadał pierwsze zmiany interfejsu od czasu Windows 95. Wraz z premierą konsoli Xbox Microsoft wszedł na rynek konsoli, zdominowany przez Sony i Nintendo. W latach 2001–2002 Microsoft kupił producentów oprogramowania ERP tworząc cały nowy dział Microsoft Dynamics. W marcu 2004 Unia Europejska wszczęła postępowanie przeciwko Microsoft za wykorzystywanie monopolistycznej pozycji systemu Windows. W rezultacie Microsoft wydał nowe wersje Windows XP – Windows XP Home Edition N i Windows XP Professional N i dostał grzywnę w wysokości 497 mln €.

### 2007–2010: Microsoft Azure, Windows Vista, Windows 7
W styczniu 2007 miała miejsce premiera Windows Vista i Office 2007. Office 2007 zawierał zmiany w interfejsie poprzez wprowadzenie wstążek. 1 lutego 2008 Microsoft złożył ofertę kupna Yahoo! za 44,6 mld dolarów. Yahoo! odrzuciło ofertę 10 lutego, a Microsoft 3 maja wycofał ofertę. 21 lutego 2008 przedsiębiorstwo ogłosiło, że będzie udostępniać więcej informacji o swoich produktach, w celu ułatwienia programistom tworzenia oprogramowania współpracującego z produktami Microsoft. Jednak Unia Europejska nadal wykazywała swoje niezadowolenie i 27 lutego 2008 zwiększyła grzywnę o dodatkowe 899 mln €, największą grzywnę w historii UE.
26 czerwca 2008 koncern ogłosił, że kupi Mobicomp – portugalskiego operatora telefonów komórkowych. W sprawozdaniu finansowym za 2008 r. Microsoft stwierdził, że oprogramowanie open source stanowi zagrożenie dla przychodów przedsiębiorstwa.
23 października 2008 roku Microsoft został pozwany przez chińskiego prawnika za to iż – zdaniem pozywającego – witryna Microsoft Update – zbiera z aktualizowanego komputera informacje na temat użytkownika. 22 stycznia 2009 Microsoft ogłosił zwolnienie 5000 pracowników w ciągu 18 miesięcy, z czego 1400 pracowników od razu straciło pracę. 22 października 2009 w Scottsdale w Arizonie otwarto pierwszy sklep detaliczny Microsoft Store, tego samego dnia odbyła się premiera systemu operacyjnego Windows 7. Gdy branża smartfonów rozkwitła w 2007 roku, Microsoft z trudem nadążał za swoimi rywalami Apple i Google, zapewniając nowoczesny system operacyjny smartfonów. W rezultacie w 2010 r. Microsoft odnowił swój starzejący się sztandarowy mobilny system operacyjny Windows Mobile, zastępując go nowym systemem operacyjnym Windows Phone. Microsoft wdrożył nową strategię dla branży oprogramowania, która pozwoliła im ściślej współpracować z producentami smartfonów, takimi jak Nokia, i zapewniać spójną obsługę wszystkich smartfonów z systemem operacyjnym Windows Phone. Wykorzystano nowy język projektowania interfejsu użytkownika, o kryptonimie „Metro”, w którym wyraźnie wykorzystano proste kształty, typografię i ikonografię, wykorzystując koncepcję minimalizmu.

### 2011–2014: Windows 8/8.1, Outlook.com, Surface, zakup Mojang
Po wydaniu Windows Phone Microsoft przeprowadził stopniowy rebranding swoich produktów w 2011 i 2012 roku. Logo, produkty i usługi przyjęły zasady nowego interfejsu Metro. W czerwcu 2011 roku zaprezentowano system operacyjny Windows 8 przeznaczony dla komputerów osobistych i tabletów. Wersja zapoznawcza dla deweloperów została wydana 13 września, wersję dla konsumentów wydano 29 lutego 2012. Oficjalna premiera systemu miała miejsce 26 października 2012 w Nowym Jorku.
18 czerwca 2012 zaprezentowano Microsoft Surface, pierwszym komputer w historii przedsiębiorstwa, którego sprzęt został wyprodukowany przez Microsoft. 25 czerwca przedsiębiorstwo kupiło serwis Yammer za 1,2 mld dolarów. 31 lipca uruchomiono serwis poczty elektronicznej Outlook.com, a 4 września miała miejsce premiera systemu Windows Server 2012. We wrześniu 2013 ogłoszono zawarcie transakcji, w ramach której Microsoft przejmie od Nokii dział urządzeń i usług za 5,44 mld euro. 15 września 2014 roku Microsoft ogłosił przejęcie firmy Mojang za 2,5 mld dolarów.

### od 2014
20 września 2013 ogłoszono odejście Steve’a Ballmera z Microsoftu, co nastąpiło 27 września 2013. W dniu 4 lutego 2014 r. nowym prezesem przedsiębiorstwa został Satya Nadella. 29 lipca 2015 został wydany system Windows 10, a we wrześniu Windows Server 2016.
W czerwcu 2016 ogłoszono, iż za 26,2 miliarda dolarów Microsoft dokonuje zakupu LinkedIn – największego na świecie serwisu społecznościowego dotyczącego pracy.
4 czerwca 2018 podano informację o zakupie serwisu GitHub przez Microsoft za kwotę 7,5 miliarda dolarów.
24 czerwca 2021 został ogłoszony Windows 11, co wywołało zamieszanie po tym, jak wcześniej ogłoszono, ze system Windows 10 będzie ostatnią wersją systemu operacyjnego. Wersja 11 została udostępniona 5 października 2021.
23 stycznia 2023 Microsoft ogłosił nową umowę inwestycyjną z OpenAI, twórcą ChatGPT.
28 lutego 2025 Microsoft ogłosił zamknięcie Skype 5 maja 2025 na rzecz Microsoft Teams. Firma oświadczyła, że zamierza redukować zatrudnienia z tego powodu.

## Produkty
Jednym z najbardziej dochodowych produktów przedsiębiorstwa Microsoft jest ich system operacyjny Windows.
Znacznie mniejsze przychody przynosi Microsoftowi autorski system operacyjny dla telefonów. Szacunkowo jest to 2 USD za każde sprzedane urządzenie z Windows Phone. Według samego przedsiębiorstwa 20 procent smartfonów sprzedawanych na terenie Stanów Zjednoczonych oraz inne smartfony z reszty świata objęte są 56 umowami licencyjnymi. Wynika to między innymi z prawa patentowego w USA, odmiennego od europejskiego, z bardziej liberalnymi zasadami patentowania – między innymi przedsiębiorstwo Apple ma patent na przewijanie stron.
Innym produktem jest system plikowy – exFAT, sprzedawany między innymi przedsiębiorstwom: Sharp, Nikon, BMW i Volkswagen.

### Systemy operacyjne i związane z nimi oprogramowanie
Podstawowym produktem Microsoftu są systemy operacyjne dla serwerów i komputerów osobistych o nazwie Windows. Szacuje się, że w 2025 ok. 70% komputerów osobistych działało pod kontrolą Windows.
Najnowszymi systemami operacyjnymi Microsoft są Windows 11 dla zwykłych zastosowań i system serwerowy Windows Server 2025.
Część produktów Microsoftu jest rozprowadzana z systemem operacyjnym Windows, z którym jest związana. W Windows 11 jest to:
- przeglądarka internetowa Microsoft Edge[46]
- portal z aplikacjami Sklep Microsoft[47]
- edytor grafiki Paint[48]
- prosty edytor tekstu Notatnik[49].

Historycznie rozwijane programy:
- przeglądarka internetowa Internet Explorer
- klient poczty Windows Mail (dawniej Outlook Express) i Windows Live Mail
- odtwarzacz multimedialny Windows Media Player
- program do tworzenia filmów Windows Movie Maker, zastąpiony przez Windows Live Movie Maker
- program do tworzenia DVD Microsoft DVD Maker
- edytor tekstu WordPad

### Programy biurowe
Drugim filarem przychodów przedsiębiorstwa jest oprogramowanie wspierające prace biurowe, w tym przede wszystkim pakiet biurowy Office.
Oprócz systemów Windows wiele aplikacji wchodzących w skład pakietu jest dostępnych także dla komputerów Mac przedsiębiorstwa Apple:
- edytor tekstu Microsoft Word
- arkusz kalkulacyjny Microsoft Excel
- system bazy danych z narzędziami do tworzenia raportów i aplikacji obsługi Microsoft Access
- oprogramowanie do tworzenia prezentacji Microsoft PowerPoint
- aplikacja do tworzenia notatek Microsoft OneNote
- aplikacja do tworzenia publikacji Microsoft Publisher
- aplikacja do tworzenia stron www Microsoft Expression Web
- program RPM Microsoft Outlook
- oprogramowanie biznesowe typu ERP Microsoft Dynamics.

Najnowszym wydaniem pakietu jest Microsoft Office 365, a poprzednim wydaniem był Microsoft Office 2019.

### Inne oprogramowanie
- Rodzina kompilatorów i narzędzi wspomagających budowę oprogramowania Microsoft Visual Studio
- Gry komputerowe, na przykład:
  - Age of Empires / Age of Empires II / Age of Empires III / Age of Empires IV
  - Age of Mythology
  - Dungeon Siege / Dungeon Siege II
  - Fable: The Lost Chapters / Fable II / Fable III
  - Halo Combat Evolved / Halo 2 / Halo 3 / Halo 4 / Halo Reach / Halo 5 / Halo: The Master Chief Edition / Halo Infinite
  - Flight Simulator / Microsoft Flight
  - Midtown Madness
  - Train Simulator
  - Rise of Nations
  - Minecraft
  - Forza Horizon / Forza Horizon 2 / Forza Horizon 3 / Forza Horizon 4 / Forza Horizon 5
- Encyklopedie i atlasy (Microsoft Encarta)
- Wspomaganie nawigacji satelitarnej GPS – Microsoft Streets and Trips
- Program do tworzenia multimedialnych pokazów ze zdjęć PhotoStory
- Komunikator internetowy Skype (zakupiony w 2011 roku[50])
- Komunikator internetowy Teams

### Języki programowania
Microsoft wypromował Basic, dystrybuując interpreter tego języka wraz z systemem MS-DOS (QBasic, GW BASIC), a następnie tworząc IDE Visual Basic, szczególnie użyteczne do pisania niewielkich programów dla pakietu MS Office.
Przedsiębiorstwo widząc rosnącą popularność technologii obiektowych zdecydowała się stworzyć własną obiektową (obiektowo-zorientowaną) platformę o nazwie .NET z podstawowym językiem C#; oraz nowymi wersjami: C++/CLI, Visual Basic .NET; z językiem przypominającym Javę o nazwie J# oraz kilkoma innymi. Poza tym osoby i przedsiębiorstwa trzecie stworzyły kilkadziesiąt języków generujących kod pośredni (CLI) dla .NET. Twórcy programów są dodatkowo zachęcani do platformy .NET poprzez darmowe środowiska programistyczne z serii Visual Studio Express Edition.

### Sprzęt komputerowy

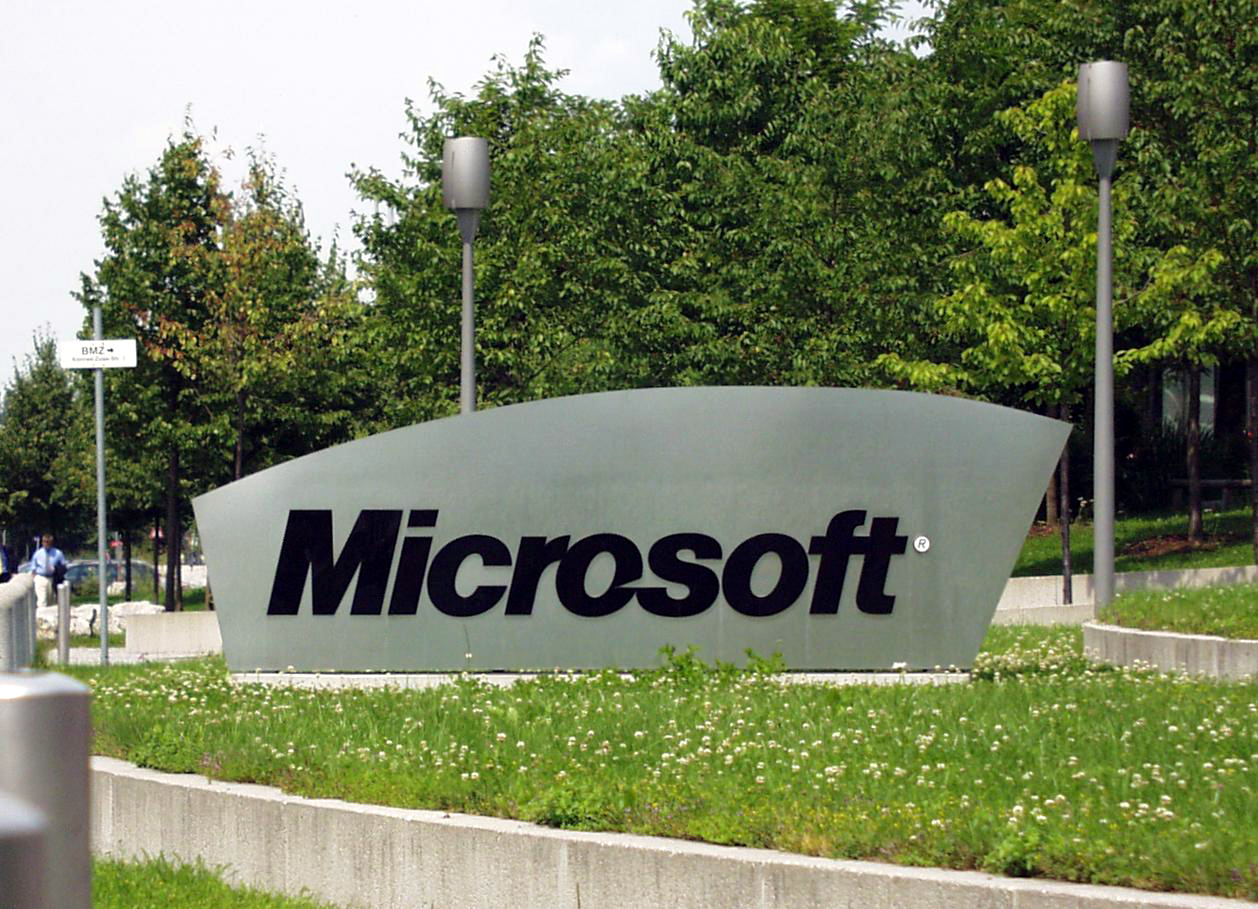
Logo Microsoftu (oddział w Niemczech)

Microsoft produkuje również sprzęt komputerowy, na przykład tablety (aktualnie z serii Surface), konsolę Xbox oraz jej następców: Xbox 360, Xbox One, Xbox One X oraz Xbox Series X|S, klawiatury, myszy itp. Po przejęciu działu urządzeń Nokii był również producentem m.in. smartfonów z serii Microsoft Lumia, którą zakończył w 2016 roku, a ich wsparcie zakończyło się 31 grudnia 2020 roku.

### Usługi medialne
- W 1995 Microsoft uruchomił usługę internetową MSN (Microsoft Network) jako bezpośrednią konkurencję dla AOL.
- W 1996 stworzył, wraz z NBC, telewizyjny kanał MSNBC, nadający wiadomości przez 24 godziny, połączony z internetowym serwisem informacyjnym[55].
- W 1997 Microsoft kupił Hotmail – pierwszy z serwisów oferujących dostęp do kont pocztowych przy użyciu przeglądarki internetowej.
- W 1999 powstał komunikator internetowy MSN Messenger, jako konkurencja dla AOL Instant Messengera[56].
- W 2011 Microsoft przejął Skype[57].
- W 2013 Windows Live Messenger został zastąpiony zakupionym wcześniej Skype w wielu krajach świata[58]. Usługa ta natomiast była dostępna w Chinach do 31 października 2014[56].
- 22 listopada 2013 do sprzedaży w wybranych 13 krajach (Australii, Austrii, Brazylii, Kanadzie, Francji, Niemczech, Irlandii, Włoszech, Meksyku, Nowej Zelandii, Hiszpanii, Wielkiej Brytanii i w Stanach Zjednoczonych) została wprowadzona Konsola Microsoft Xbox One. Konsola jest określana mianem systemu rozrywki zawierającego wszystkie domowe urządzenia medialne w jednym i będąca konkurencją dla platform Apple TV, Google TV i innych.
- W czerwcu 2016 ogłoszono, że Microsoft dokonuje zakupu LinkedIn[35].
- 17 czerwca 2017 Microsoft uruchomił usługę internetową Microsoft Teams będącą opartym na chmurze obliczeniowej zestawem narzędzi i usług służących do współpracy zespołowej[59].
- 5 maja 2025 należący do Microsoftu komunikator internetowy Skype zakończył działalność[60]. Nastąpiło to zgodnie z komunikatem Microsoftu z lutego 2025[61][62]. Tym samym jedynym komunikatorem internetowym należącym do Microsoftu został Microsoft Teams[63][64].

### Patenty
Chociaż niezgodnie z wizją Billa Gatesa z roku 1991, przedsiębiorstwo czerpie olbrzymie zyski z patentów, zwłaszcza tych używanych w urządzeniach opartych na systemie Android. Przykładowo w 2013 wygasł na całym świecie patent US5758352A – „Common name space for long and short filenames”. To jeden z tych patentów dzięki którym Microsoft może zarabiać na Androidzie nawet 8 USD na każdym urządzeniu. W samym tylko 2013 roku zarobiła dzięki temu 3,4 mld USD. Sprawa patentów dotyczących Androida znajdujących się w posiadaniu Microsoftu była analizowana przez rząd chiński, w wyniku czego opublikowano listę 310 patentów posiadanych przez Microsoft w 2014 roku. Przez wiele lat przedsiębiorstwa produkujące urządzenia oparte na Androidzie wolały zapłacić Microsoftowi zamiast procesować się w sądzie. W czerwcu 2014 roku okazało się, że z 17 patentów zakwestionowanych przez Motorolę podtrzymano tylko prawo Microsoftu do wykorzystania patentu US6370566. Patent wygasł w 2018 roku. Działania przedsiębiorstwa w zakresie patentów powodują, że organizacje oraz serwisy zajmujące się ochroną technologicznych praw konsumentów nazywają przedsiębiorstwo trollem patentowym.

## Kontrowersje

### Postępowania antymonopolowe
Na przełomie XX i XXI wieku przedsiębiorstwo kilkakrotnie było oskarżane przed sądem o praktyki monopolistyczne. W 1993 r. proces przeciwko Microsoftowi wytoczył amerykański Departament Sprawiedliwości, argumentując, że koncern nadużywa swojej pozycji monopolistycznej poprzez naciski na sprzedawców komputerów klasy PC, aby nie sprzedawali ich bez dołączonego systemu operacyjnego MS Windows.
Wprawdzie w 1994 r. zawarto ugodę, ale proces został wznowiony pod koniec 1997 r. Tym razem zarzucano spółce praktykę monopolistyczną polegającą na dołączaniu do każdej kopii systemu Windows od Windows 95 począwszy przeglądarki Internet Explorer, którego nie można całkowicie odinstalować bez utraty funkcjonalności systemu operacyjnego. W kwietniu 2000 sąd nakazał podział przedsiębiorstwa na część zajmującą się wyłącznie systemami operacyjnymi i część mającą się zajmować wszystkim oprócz systemów operacyjnych. Koncern uniknął podziału dzięki wyrokowi sądu apelacyjnego.
Postępowania o praktyki monopolistyczne wszczęto także w Europie. 24 marca 2004 r., po pięcioletnim procesie Komisja Europejska orzekła, że Microsoft nadużywa pozycji dominującej na rynku oprogramowania. Kraje członkowskie Unii zatwierdziły projekt decyzji 9 dni wcześniej.
Postępowanie rozpoczęto, gdy konkurencyjne przedsiębiorstwo Sun Microsystems zaskarżyło Microsoft za odmowę dostępu do szczegółów zasad obsługi interfejsu systemów operacyjnych Microsoftu związanej z serwerami (zagadnienie tzw. licencji przymusowej). W 2000 r. zakres postępowania został rozszerzony o kwestię zbadania skutków zintegrowania odtwarzacza plików multimedialnych Windows Media Player z systemem operacyjnym Windows.
Komisja Europejska nałożyła na koncern rekordowo wysoką grzywnę – 497 mln euro, nakazując ponadto udostępnienie wypracowanych przez przedsiębiorstwo technologii i posiadanych praw własności intelektualnej oraz zmianę dotychczasowej strategii, polegającej na włączaniu do systemu operacyjnego Windows aplikacji, na które istnieje szczególnie duże zapotrzebowanie konsumentów. Na początku czerwca 2004 roku Microsoft odwołał się od decyzji Komisji do unijnego Sądu Pierwszej Instancji. Koncern kwestionuje przede wszystkim nakaz dzielenia się wiedzą z konkurentami, który, jego zdaniem, zagraża podstawom rozwoju branży informatycznej.

### Korupcja w Rumunii
W latach 2004–2012 w Rumunii kupiono licencje na oprogramowanie Microsoft (dla administracji państwowej) za 228 milionów USD. Więcej niż 20 milionów euro zapłacono w łapówkach. W marcu 2016 roku sąd skazał 4 osoby na karę pozbawienia wolności i zajęcia środków pieniężnych. Sąd apelacyjny potwierdził winę i podwyższył wymiar kary.

### Kradzież własności intelektualnej
W 2011 roku Sąd Najwyższy USA odrzucił odwołanie Microsoftu od wyroku sądu niższej instancji w sprawie jednej z funkcji, wykorzystanej przez Microsoft w jego edytorze tekstów Word. Microsoft bezprawnie korzystał z patentu przedsiębiorstwa i4i (z Kanady) i musi zapłacić temu przedsiębiorstwu 290 milionów dolarów.
Microsoft zapłacił przedsiębiorstwu VirnetX 200 milionów w ramach ugody, w sprawie o naruszenie patentów dotyczących VPN. Patenty miały być wykorzystywane bez licencji w Windows XP, Vista, Windows Server 2003, Live Communications Server, Windows Messenger, Office Communicator oraz różnych wersjach Office.

### Szpiegowanie użytkowników

#### Office 365
W 2018 roku Holendrzy odkryli w płatnym Office 365, że Microsoft przesyła do USA nie tylko dane diagnostyczne, ale również informacje dotyczące tytułów e-maili (w tym prywatnych), wysyłanych przez użytkowników.
W szkołach w Hesji, zakazano korzystania z oprogramowania dostarczonego przez Microsoft.

## Microsoft w Polsce
W 1987 roku zakłady Elwro wykupiły licencje od Microsoft na system MS-DOS przeznaczony do swoich komputerów. Była to pierwsza legalna próba wejścia tej spółki na rynek, gdzie 95% stanowiły pirackie kopie ich produktów. W kwietniu 1989 roku, Microsoft rozpoczął współpracę z ZETO Wrocław w celu legalnej dystrybucji oprogramowania. Do 1990 roku było już 4 dealerów w tym m.in Optimus. 
Polski oddział Microsoftu został zarejestrowany w 1992 jako Microsoft sp. z o.o. W pierwszych miesiącach istnienia polskiego oddziału przedsiębiorstwo sprzedawało głównie system operacyjny MS-DOS. Pierwszym polskojęzycznym produktem był FoxPro 2.5. Pierwszą spolonizowaną wersją systemu Windows był Windows 3.1, który trafił do sprzedaży w marcu 1993.
Z początku na polskojęzyczne wersje programów Microsoftu trzeba było czekać od 4 do 6 miesięcy od ogólnoświatowej premiery. Obecnie wraz z premierą nowej wersji ukazuje się jej polskojęzyczna wersja.
Poza biurem w Warszawie przedsiębiorstwo prowadzi Centra Innowacji Microsoft w Łodzi i Poznaniu, a także biuro we Wrocławiu zajmujące się rozwojem wyszukiwarki Bing. Microsoft współpracuje z ośmioma tysiącami partnerów i dwudziestoma tysiącami inżynierów w całej Polsce.
Od 12 czerwca 2012 działa portal MetroMSN, będący polską wersją MSN, powstający przy współpracy z koncernem Agora SA.

## Nagrody Microsoft Polska
- Nagroda „Orły Handlu” – Laureat Konkursu Wybór Klienta (2019), (2020), (2021), (2022)[86]
- Nagroda „Złote Orły Handlu” (2019)[86]